# 古希腊拳击
古希腊拳击至少可以追溯到公元前8世纪（荷马的《伊利亚特》），存在于各个古希腊城邦迥异的文化背景下。现存关于古希腊拳击的记载都是零碎的或者传奇性的，以至於很难去详细的重建这项活动的规则、习俗和历史。但有一点仍然很清楚，在早期的古典时代，回合制的拳击比赛仍是古希腊运动员文化的一部分。

## 起源

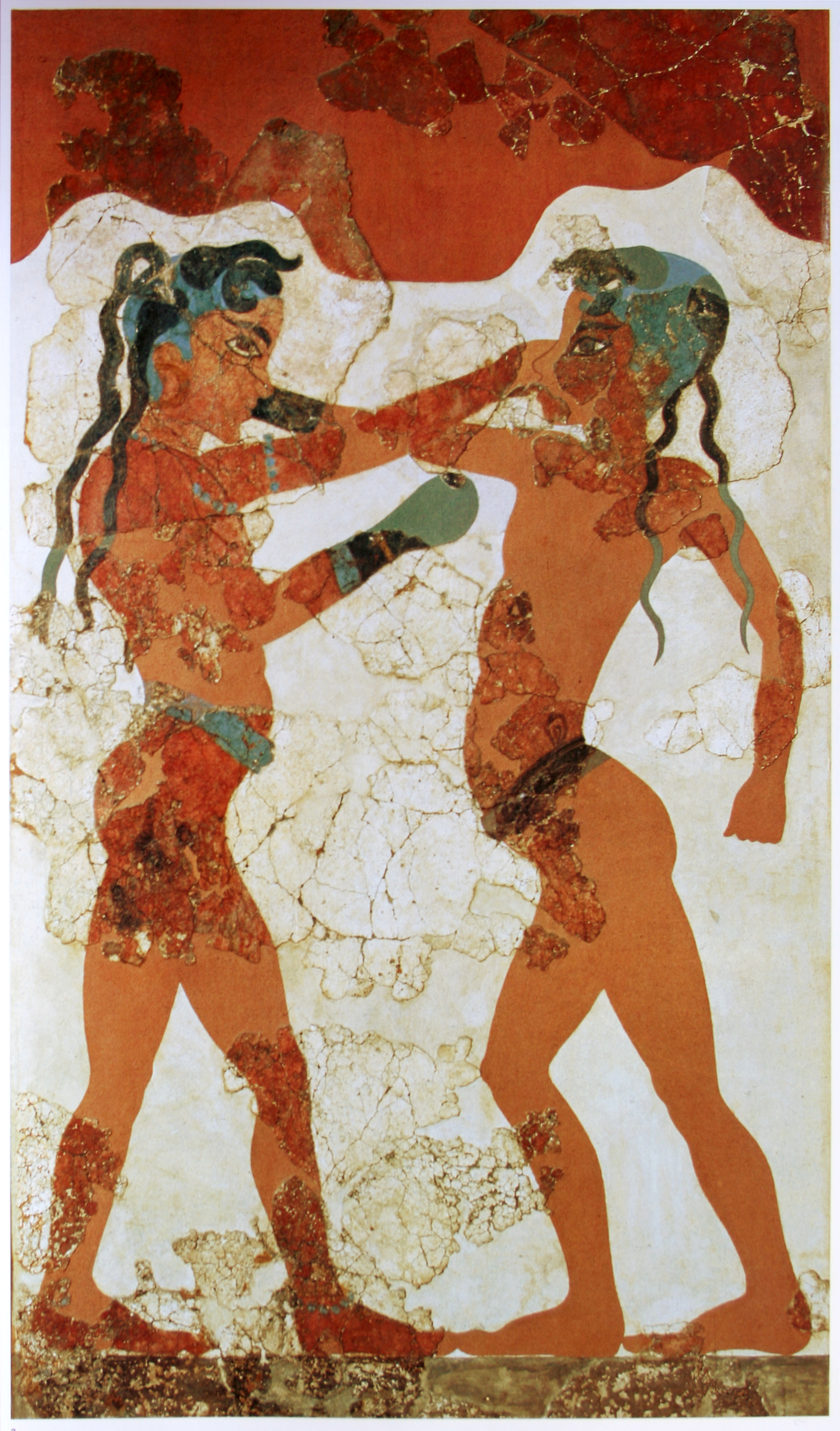
米諾斯的青年在打拳擊（西元前1500年），克諾索斯壁畫。最早的顯示使用手套的證明

考古文物及藝術品顯示古希臘拳擊早在米諾斯及邁錫尼時期即已存在。有關拳擊的來源地為希臘的傳說亦多不勝數。其中一個傳說指英雄忒修斯創立了拳擊的形式──二人面對面坐著，以拳頭對戰，直至其中一方被殺。逐漸的，拳手可以站著應戰，並配備帶釘拳套，包覆於手臂上直至肘部，其他部分則都是赤裸的，古希臘拳擊相當殘酷。
據史詩《伊里亞德》說法，邁錫尼的戰士及拳擊手會對自己擊敗的對手獻出敬意。雖然荷馬形容的有可能是更之後的希臘文化。拳擊有可能是在特洛伊戰爭後為了紀念在戰爭中阿奇里斯被殺死的朋友帕特羅克洛斯而舉辨的競賽，西元前688年，希臘人為了紀念他把拳擊項目加入古代奧林匹克運動會中。
帕特羅克洛斯使用稱做korykos的沙袋來進行練習，戰士用himantes（一種用皮革製成的帶子）包覆手部（只露出手指）、拳頭，有時亦會包覆胸部以避免受傷。

## 装备

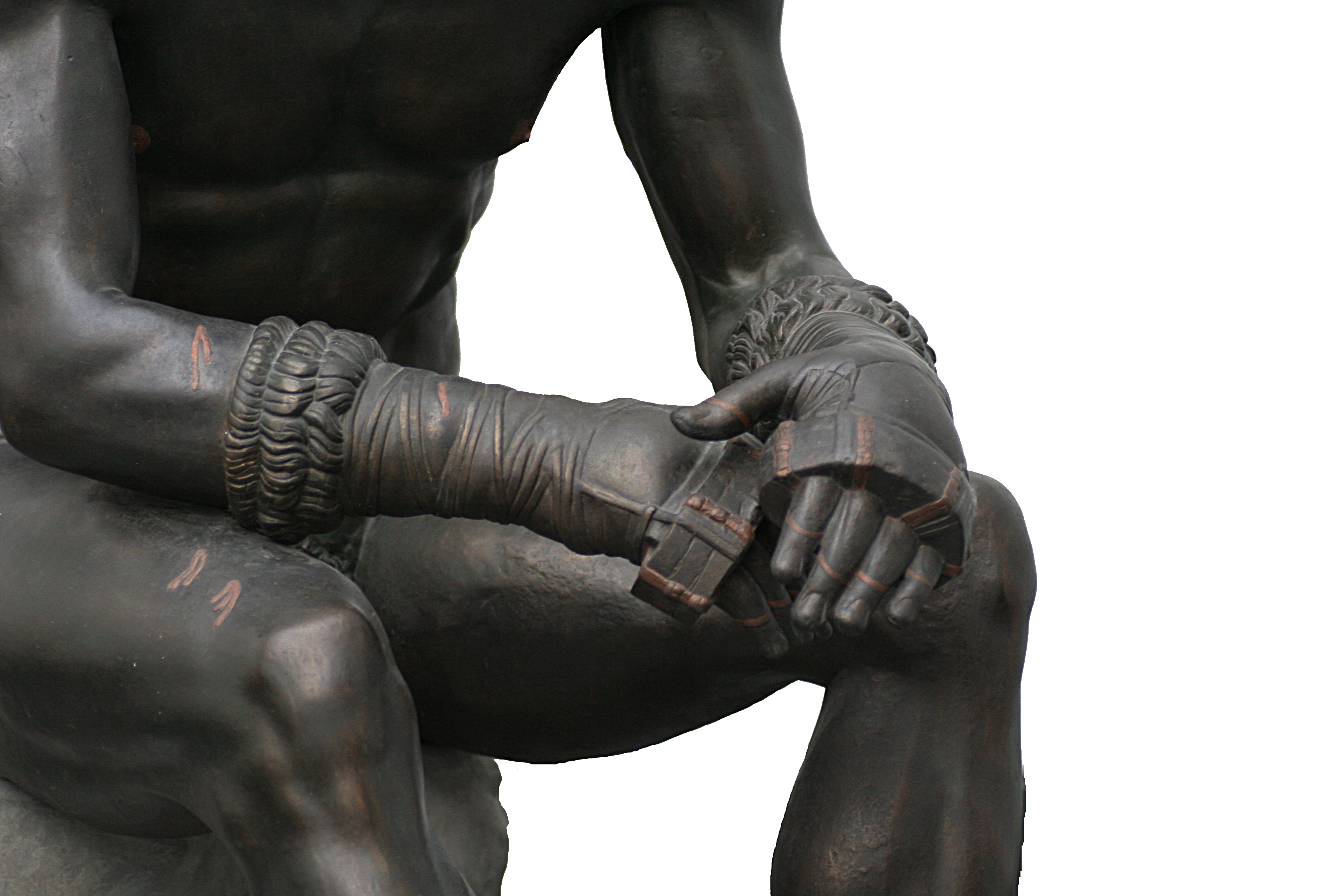
皮手套的細節

直到西元前500年左右，皮手套（himantes）都被使用來保護關節及手部。這種手套用牛皮製成，約有3至3.7公尺長用於纏繞數圈在手部及膝蓋上做為防護。
到了西元前400年開始使用sphairai。Sphairai和皮手套差不多，唯一特殊的差別在於包覆於手部的內側部分有軟墊，外側部分更為粗糙及堅硬。
在sphairai出現後不久更進化的oxys就出現在拳擊界。oxys包含幾個用皮革製成的皮帶包覆手、手腕及前臂，一條羊毛製的皮帶設計在前臂的部位，用來防止汗溼滑動。皮革吊帶包覆至前臂為攻擊提供強化及支撐，而且指關節部分也特別用皮革再做加強及保護。
Korykos是現在拳擊袋的配備，在角力學校用來練習，裡面塞滿了沙、麵粉或是小米。

## 规则

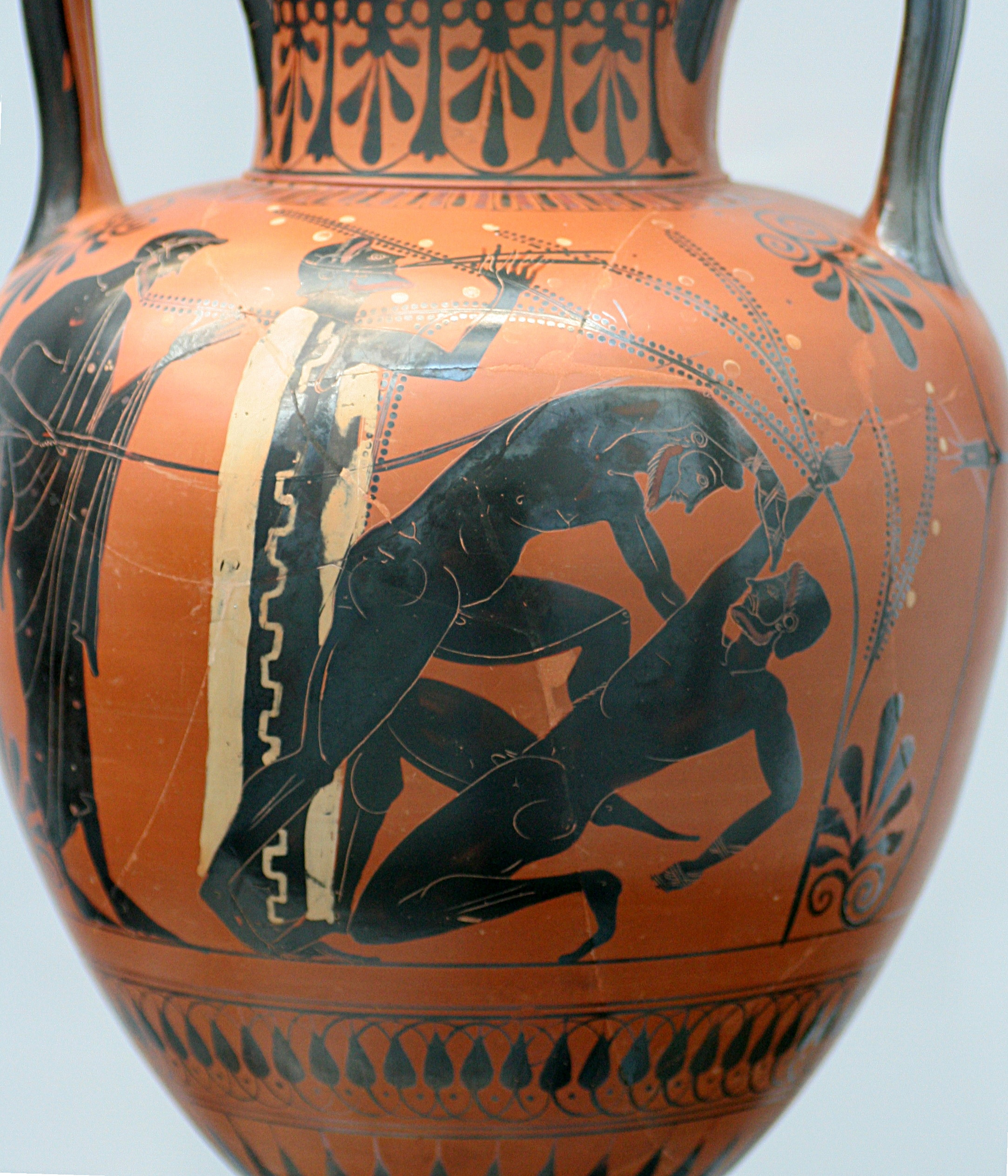
右邊的選手舉起右手表示投降（約公元前500年）

現在所知的古希腊拳击規則，主要是以參考史學考證及古代藝術品上的繪像。因沒有足夠的來源可以考證，所以規則只能經由推測猜得。
- 禁止抱住對方及扭轉
- 可以用手進行任何攻擊，但不能使用手指
- 禁帶戒指
- 沒有回合及時間限制
- 勝負決定於其中一方舉手投降或喪失比賽能力
- 沒有量級限制，對手隨機選擇
- 裁判會使用軟鞭攻擊犯規者
- 當比賽持續太久時，選手可以選擇退場換人